# Багренац
Багренац (Amorpha fruticosa L.) припада роду који је добио име по специфичној грађи цвета јер круница има само заставицу (старогрчки α = без и μορφοσ = облик). Име врсте fruticosa на латинском значи жбунаста. Врста има обиље синонима . Код нас се поред имена багренац среће и назив багремица и чивитњача.

## Ареал
Багренац је пореклом из средњег и источног дела Северне Америке где расте у ретким листопадним шумама и прерији. У Европу је унета 1724. године као украсна врста, а код нас је интродукована у првој деценији прошлог века.

## Опис врсте
Једнодоми разгранати жбун са усправним изданцима без трнова, достиже 4-5m висине и двоструку ширину. Изданци у почетку длакави, касније голи. Доста је морфолошки варијабилан.
Листови непарно перасто сложени, спирално распоређени, дужине 25-30cm са 6-17 пари лиски. Лиске су елиптичне до ланцетасте 1-6cm дужине, 0,5-1,8cm ширине, кратко зашиљене, маљаве, на кратким петељкама(1,5-2mm); тачкасто су прозирно пунктирани по целој површини када се упере ка светлости. Усколинерни приперци 7mm дуги опадају убрзо по развоју листа.
Цвасти су терминални усправни класолики густи гроздови 10-15cm дужине са многобројним цветовима. Цветови на кратким петељкама; чашица звонаста са четири тупа и једним, нижим зашиљеним зубом; круница са једном латицом (заставицом) је тамно љубичаста 4-6mm дужине. Прашника 10 са жутим антерама које вире ван заставице. Цвета од априла до јула. Опрашивачи су различити инсекти, нарочито пчеле. И цветови и плодови су ароматични.
Плод је једносемена непуцајућа махуна, гола, српаста, жуто-сивосмеђа, оштрих ивица и са округлим испупченим депоима смоле; дужина око 1cm, маса хиљаду плодова 9,3-9,6g. Махуне дозревају ујесен а на гранама остају и током зиме. Семе издужено бубрежасто окер семењаче, са мало ендосперма латерално, маса хиљаду семена 6,4-6,5 g.

## Биоеколошке карактеристике
Врста расте на влажним земљиштима дуж обала река, потока, бара, у јарцима, у отвореним и полуотворним влажним шумама истискујући аутохтоне врсте. Добро се развија и на киселим и неутралним и базним земљишта, а адаптирала се и на неплодна, сува и песковита. Подједнако добро расте и на тешким ритским глејним на местима где се вода у подлози задржава великим делом године, као и на заслањеним земљиштима.
Овај жбун има одлично развијен коренов систем, толерантан је на ветар, тако да се сади у ветрозаштитним појасевима као и на оним местима на којима је неопходна контрола ерозије земљишта.

## Значај врсте
Због обилног плодоношења, и лаке дисперзије плодова поплавном водом, анемохорно и антропогеним утицајем ова биљка постала је озбиљна сметња шумским пределима у низинским подручјима где нагло осваја површине. Локално се шири коренским избојцима и самосевом. Врста продире у новоосноване шумске културе и будући да знатно брже и бујније расте од већине шумско-културних врста, прерашћује их, загушује и доводи до њиховог пропадања. Када се једном посади на неком месту, остаје ту заувек.
Багренац је једна од инвазивних шумских врста светских размера. У многим земљама Европе несметано се проширила и данас представља озбиљну опасност за аутохтону вегетацију. Код нас посебно инвазивна уз реку Саву и Дунав и на речним адама.
Европски досељеници у Северној Америци, листове и младе изданаке користили су за бојење у плаво уместо индиго жбуна (Indigofera tinctoria L.). Медоносна је.

## Размножавање
Генеративно и коренским избојцима. Семењача не представља сметњу клијању, а махуна у мањој мери спречава клијање. Скарификовано семе исклија 89% у лабораторијским условима за 120 дана, нескарификовано 87%, а семе у махуни 71%. Енергија клијања (на основу 40. дана) је 82%, 73% и 49% респективно.